# Кибирёво
Кибирёво — деревня в Петушинском районе Владимирской области России, входит в состав Петушинского сельского поселения.

## География
Деревня расположена в 4 км на север от райцентра города Петушки.

## История
Первое упоминание о деревне Кибирево в составе Крутецкого прихода имеется в переписных книгах 1678 года. В переписных книгах 1705 года в деревне Кибирево числилось 25 дворов и 79 душ. В 1926 году в деревне имелось 148 хозяйств.
В конце XIX — начале XX века деревня входила в состав Аннинской волости Покровского уезда.
С 1929 года деревня являлась центром Кибиревского сельсовета, с 1939 года — в составе Петушинского сельсовета Петушинского района.

## Население
| 1859 | 1897 | 1905 | 1926 |
| ---- | ---- | ---- | ---- |
| 342  | 618  | 615  | 652  |

| 1859 | 1897 | 1905 | 1926 | 2002 | 2010 | 2021 |
| ---- | ---- | ---- | ---- | ---- | ---- | ---- |
| 342  | ↗618 | ↘615 | ↗652 | ↘199 | ↘197 | ↗208 |

## Инфраструктура
В деревне находится Кибиревский сельский дом культуры.

## Известные люди
В деревне родился участник Великой Отечественной войны Герой Советского Союза Николай Кузьмич Погодин.